# SS Murata
SS Murata is een voetbalclub uit San Marino. De club is opgericht in 1966 en komt uit in de Campionato Sammarinese. De clubkleuren zijn blauw met zwart.
In de zomer van 2007 verraste de club met het contracteren van de voormalige Braziliaans international Aldair om twee wedstrijden mee te spelen in de eerste voorronde van de Champions League. In juni 2008 liet de clubvoorzitter Libero Casadei weten dit te willen herhalen met de komst van Romário en Michael Schumacher, beide bedankten voor de eer.

## Erelijst
- Landskampioen (3x)

2006, 2007, 2008
- Coppa Titano (3x)

1979, 2007, 2008
- Trofeo Federale (3x)

2006, 2008, 2009

## In Europa
Uitslagen vanuit gezichtspunt SS Murata
| Seizoen                                                    | Competitie       | Ronde | Land             | Club           | Totaalscore | 1e W    | 2e W    | PUC |
| ---------------------------------------------------------- | ---------------- | ----- | ---------------- | -------------- | ----------- | ------- | ------- | --- |
| 2006/07                                                    | UEFA Cup         | 1Q    | Vlag van Cyprus  | APOEL Nicosia  | 1-7         | 1-3 (U) | 0-4 (T) | 0.0 |
| 2007/08                                                    | Champions League | 1Q    | Vlag van Finland | Tampere United | 1-4         | 1-2 (T) | 0-2 (U) | 0.0 |
| 2008/09                                                    | Champions League | 1Q    | Vlag van Zweden  | IFK Göteborg   | 0-9         | 0-5 (T) | 0-4 (U) | 0.0 |
| Totaal aantal behaalde punten voor UEFA coëfficiënten: 0.0 |                  |       |                  |                |             |         |         |     |

Zie ook
- Deelnemers UEFA-toernooien San Marino
- Ranglijst van alle clubs die in de diverse Europa Cups zijn uitgekomen

## Bekende (ex-)spelers
- Aldair
- Massimo Agostini

SP Cailungo · 
SS Cosmos · 
FC Domagnano · 
SC Faetano · 
SP La Fiorita · 
FC Fiorentino · 
SS Folgore/Falciano · 
AC Juvenes/Dogana ·
AC Libertas ·  
SS Murata · 
SS Pennarossa · 
SP Tre Fiori · 
SP Tre Penne · 
SS San Giovanni · 
SS Virtus

Voormalig:
SP Aurora ·
GS Dogana ·
SS Juvenus